# Victor Milner
Victor Milner (født 15. december 1893, død 29. oktober 1972) var en amerikansk filmfotograf.
Han var nomineret til en Oscars i kategorien bedste fotografering 9 gange.
Han vandt en gang for Cleopatra i 1935. Milner arbejdede på over 130 filmproduktioner
og arbejdede for de store produktionsselskaber som Metro-Goldwyn-Mayer, Universal Pictures og Paramount Pictures.

## Biografi
Milner blev født i Philadelphia, Pennsylvania. Da han var 12 flyttede hans familie til New York City. Som teenager arbejdede han som Projektionist.
Milner blev hyret af Eberhard Schneider, en producent af filmudstyr. Han arbejdede som projektionist og kørte forsyninskørsler for Schneider.
Mens han arbejdede der filmede Milner Hiawath: The Indian Passion Play i 1913 som hans første film.
I 1914 lykkedes det ham at fotografere en minestrejke i Trinidad, Colorado.
Milner blev senere sendt til Galveston, Texas for at gå ombord på en Destroyer, men hans ordrer blev aldrig modtaget med posten.
I stedet blev Milner hyret som privatfotograf og var i stand til at rejse meget. Han tilbragte endda ni måneder i Belgisk Congo, hvor han tog billeder af dyreliv og mennesker.
Milner blev senere hyret af Pathe Freres News Reel og hans første opgave der, var at filme marathonløb ved Union Heights.
Som en del af hans arbejde rejste Milner på verdensturné med New York Giants og Chicago White Sox.
Milner fik mulighed for at tage med Woodrow Wilsons første valgkampsturné, hvor han blev bekendt med Teddy Roosevelt.
Det blev rapporteret, at Milner på et tidspunkt trådte ind foran Roosevelt for at tage et fotografi. Roosevelt blev i første omgang vred, men bad derefter om at få en kopi af billedet.
Da Milner vendte hjem til USA, blev han gift med Margaret Schneider, Eberhard Schneiders satter, den 1. november 1916.
Mens han var på bryllupsrejse, blev Milner hyret af Balboa Amusement Producing Company i Long Beach i Californien, som kameramand.
Han arbejdede hos Balboa i et år, hvorefter han begyndte at arbejde for Thomas H. Ince.
Gennem sin karriere arbejdede han på 17 film med William S. Hart.
Han arbejdede også senere for Constance Talmage Company, og for store produktionsselskaber som Metro-Goldwyn-Mayer, Universal Pitures og han blev ansat hos Paramount Pictures i 1925.
Senere blev Milner kendt for det episke udseeende han gav Cecil B. DeMille-produktioner.
Han arbejdede med DeMille i ti år, og hjalp ham med at instruere film i Technicolor.
Milner arbejdede også med andre ikoner i filmbranchen inklusiv Victor Fleming, Raol Walsh, Preston Sturges og Ernst Lubitsch.
Milner blev holdt fanget af russerne i tre dage sammen med sin søn Victor Milner Jr. i 1949.
De to var på rejse i Berlin, efter Milner havde færdiggjort et filmprojekt i Italien, da de blev arresteret af sovjetiske embedsmænd. De var åbenbart faret vild og havde spurgt en russisk soldat om vej. De blev dog behandlet godt.
Milner gik på pension i 1953 efter at have færdiggjort filmen Fare!. Han døde i 1972. Han nåede at arbejde på 130 film gennem sin karriere.